# Dozza
Dozza ist eine italienische Gemeinde mit 6559 Einwohnern (Stand:2022) in der Metropolregion Bolognas in Emilia-Romagna und ist Mitglied der Vereinigung I borghi più belli d’Italia (Die schönsten Orte Italiens).
Die Nachbargemeinden sind Casalfiumanese, Castel Guelfo di Bologna, Castel San Pietro Terme und das sechs Kilometer entfernte Imola.

## Sehenswürdigkeiten

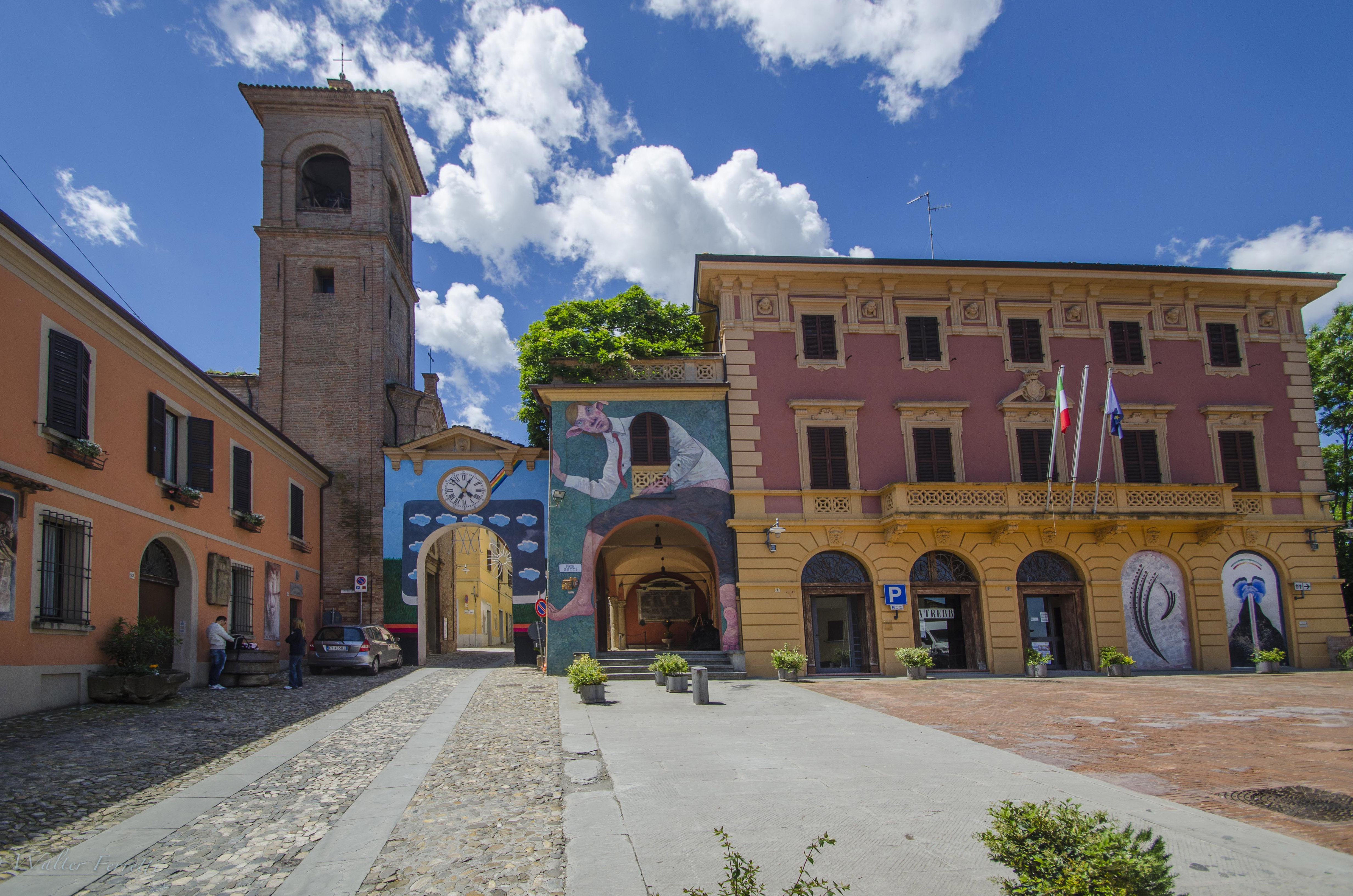
Piazza Zotti mit Glockenturm

Dozza ist wegen seiner Biennale del Muro Dipinto weltberühmt, einer Veranstaltung, bei der bekannte inländische und ausländische Künstler dauerhafte Kunstwerke an den Mauern der Häuser dieser Kleinstadt anbringen. Eine andere Sehenswürdigkeit ist die Rocca Sforzesca, die Burg der Sforzas, die den Weincafé der Region Emilia-Romagna beherbergt. Sehenswert ist auch die Pfarrkirche, wo das Gemälde Madonna col Bambino fra i santi Giovanni Battista e Margherita (1492) von Marco Palmezzano zu erwähnen ist.    
Das Rathaus liegt im mittelalterlichen Dorf Dozza, aber der größte Wohn- und Industrieort ist Toscanella.